# Берлінське повстання (1953)
Повста́ння 1953 у Схі́дній Німе́ччині почалося 16 червня зі страйку будівельників у Східному Берліні. Наступного дня він перейшов у широкомасштабне повстання проти просталіністського режиму НДР. Повстання в Берліні було придушене силою за допомогою танків групи радянських військ у Німеччині та Народної поліції. Під загрозою радянської інтервенції хвиля страйків була легко взята під контроль. Вже після 17 червня відбулися демонстрації в більш ніж 500 містах і селах. Серед демонстрантів і перехожих загинуло щонайменше 34 особи .

## Передумови
У липні 1952 на II конгресі Соціалістичної Єдиної Партії Німеччини її генеральний секретар Вальтер Ульбріхт проголосив курс на «систематичне впровадження соціалізму» (нім. planmäßiger Aufbau des Sozialismus), яке зводилося до послідовної радянізації східнонімецького ладу: заходів проти дрібних власників і приватної власності, масової націоналізації підприємств тощо. Одночасно було докорінно реформовано традиційний територіальний розподіл (замість 5 історичних земель було введено 14 округів). За радянським зразком посилено розвивалася важка промисловість, що призвело до серйозного дефіциту продовольства й споживчих товарів, причому в продовольчій кризі уряд звинувачував «куркулів і спекулянтів». Зрештою було оголошено про утворення Народної Армії, і мілітаризація, поєднана з репараціями, важко відбивалась на бюджеті країни: військові видатки становили 11% бюджету, а разом з репараціями — 20% невиробничих витрат. У такій ситуації відбувалася масова втеча людей, передусім висококваліфікованих кадрів, у західну зону — «витік мізків» (тільки в березні 1953 втекли 50 тисяч людей), яка, у свою чергу, створювала нові економічні проблеми. Нестача продуктів була звичним явищем, продовольство видавалось за картками. Рівень постачання населенню м'ясопродуктів і жиру досяг лише половини довоєнної позначки. Також не вистачало овочів і фруктів. Черги перед магазинами зростали. Різниця в рівні життя Західної і Східної Німеччини збільшувалась, бо план Маршалла на Заході викликав зростання економіки, а східна частина країни не могла в ньому брати участь. Плитка шоколаду, наприклад, коштувала на Заході 50 пфенігів, на Сході — 8 марок.
Смерть Сталіна в березні 1953 року спричинила повсюдну появу сподівань, що радянське керівництво послабить свій тиск у Східній Європі. Першими подіями, що довели марність цих надій, стали народні повстання в Східній Німеччині, Польщі та Угорщині. Всі вони були швидко і брутально придушені або місцевим комуністичним режимом, або військами радянського блоку, введеними з цією метою.

## Перебіг подій

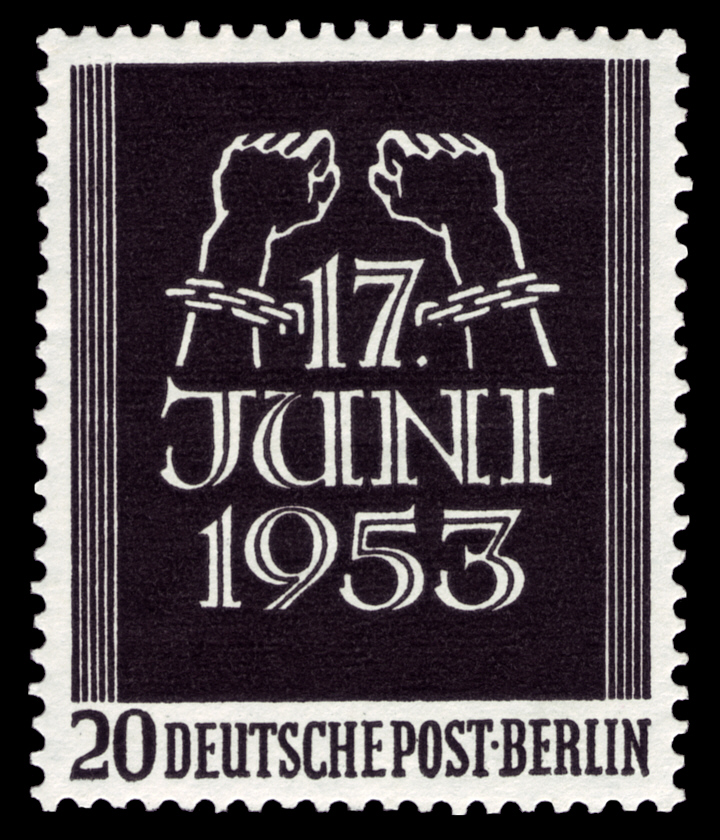
Західно-Берлінська марка (1953)

Берлінське повстання почалось 16 червня опівдні з мирного маршу протесту проти тільки-но підвищених норм виробітку. У марші взяли участь близько 5 тисяч працівників. Марш завершився за три години, але протести відновилися зранку наступного дня, на вулиці вийшло 17 тисяч людей, вже по обіді в протестах брали участь декілька сотень тисяч. Автомобільний рух було зупинено, тисячі людей продирались через Potsdammer Platz до Lustgarten Platz, зриваючи комуністичні прапори і перекидаючи кіоски. Але східнонімецькі та радянські війська, з танками й броньованими автомобілями, були тихо введені до Берліна вночі перед цим. Відразу після полудня вони були спрямовані на демонстрантів, був відкритий вогонь. О 14:20 східнонімецький уряд ввів надзвичайний стан; повстання було швидко придушене. Як післядія повстання, демонстрації та ізольовані інциденти відбувалися впродовж кількох тижнів, але круті заходи вжиті сімнадцятого червня показали, що не зважаючи на малу народну підтримку, комуністичний режим утримав контроль над країною.

## Галерея

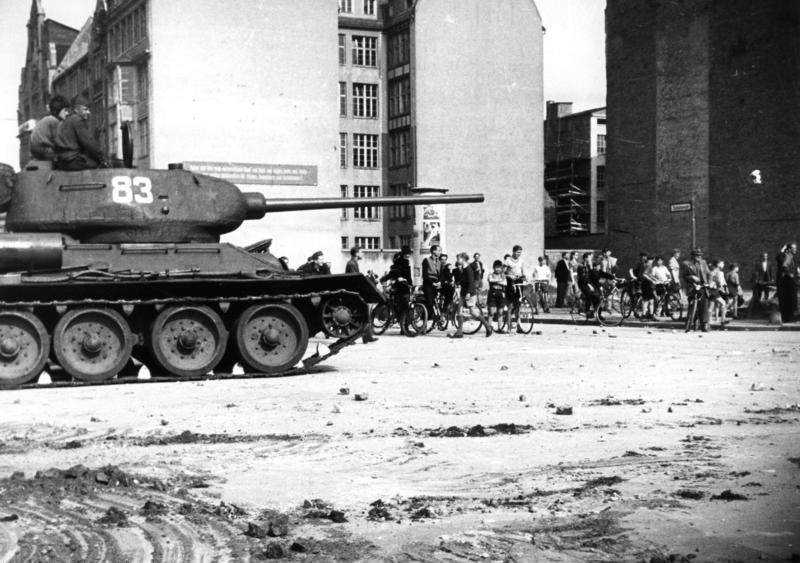
Танк у Східному Берліні 17 червня
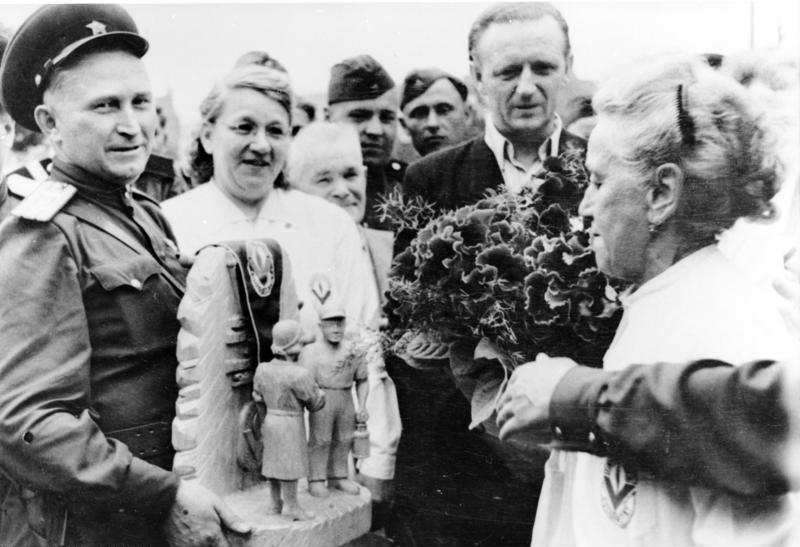
Згідно з тодішнім підписом: «Берлінці дякують радянським солдатам …за втручання в день фашистської провокації»
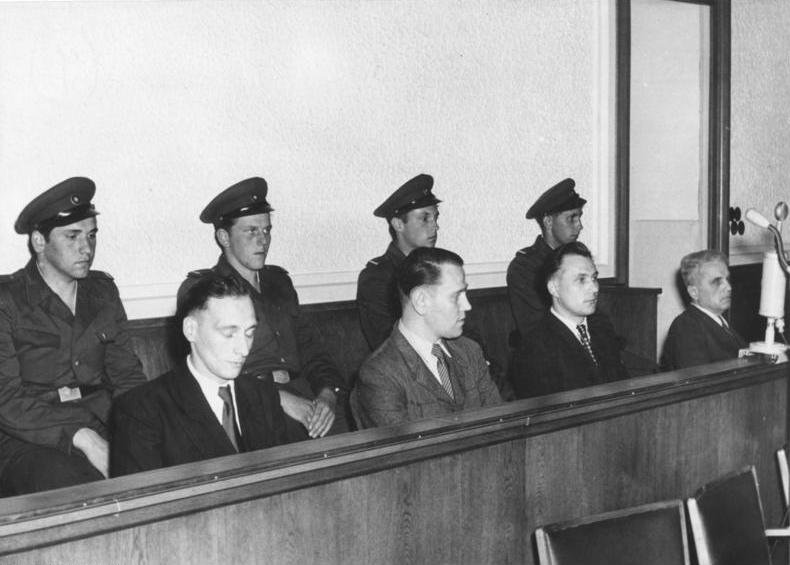
Згідно з тодішнім підписом: «Судовий процес над чотирма агентами західних шпигунських і терористичних організацій»